# Mörk trädlöpare
Mörk trädlöpare (Dromius agilis) är en skalbaggsart som först beskrevs av Fabricius 1787.  Mörk trädlöpare ingår i släktet Dromius, och familjen jordlöpare. Arten är reproducerande i Sverige.